# Світанок (Скадовський район)
Світанок (до 2016 року — Жовтневе) — селище в Україні, у Долматівській сільській громаді Скадовського району Херсонської області. Населення становить 347 осіб.

## Історичні відомості
Селище внесено до переліку населених пунктів, які потрібно перейменувати згідно із законом «Про засудження комуністичного та націонал-соціалістичного (нацистського) тоталітарних режимів в Україні та заборону пропаганди їхньої символіки».
24 лютого 2022 року селище тимчасово окуповане російськими військами під час російсько-української війни.

## Населення
Згідно з переписом УРСР 1989 року чисельність наявного населення селища становила 308 осіб, з яких 139 чоловіків та 169 жінок.
За переписом населення України 2001 року в селищі мешкало 347 осіб.

### Мовний склад
Рідна мова населення за даними перепису 2001 року:
| Мова       | Чисельність, осіб | Доля     |
| ---------- | ----------------- | -------- |
| Українська | 318               | 91,64 %  |
| Російська  | 21                | 6,05 %   |
| Молдовська | 8                 | 2,31 %   |
| Разом      | 347               | 100,00 % |